# Борнуково (Бутурлинский район)
Борнуково — село в Бутурлинском районе Нижегородской области. Входит в состав Ягубовского сельсовета.
Село расположено на левом берегу реки Пьяны.
Название происходит от имени первопоселенца мордвина Борнука. На старинных картах обозначено как Бурнаково.

## Достопримечательности
В окрестностях села находится памятник природы Борнуковская пещера. Пещера сложена в основном сульфатными (гипс, ангидрит) и карбонатными породами.
В селе имеется промысел художественной резьбы по мягкому камню (камнерезная фабрика «Борнуковская пещера»). При фабрике имеется музей художественной резьбы по камню.

## Транспорт
Добраться до села можно прямым автобусом Нижний Новгород — Борнуково, а также рейсами Нижний Новгород — Гагино, Нижний Новгород — Большое Болдино (через Гагино) следующими с автовокзала Щербинки в Нижнем Новгороде.

## Известные уроженцы
- Пурихов, Виктор Иванович - скульптор, Заслуженный художник Российской Федерации, Лауреат премии города Нижнего Новгорода и премии генералиссимуса А. В. Суворова.
- Па́вел Ива́нович Гу́сев - народный художник РСФСР, скульптор, заслуженный деятель искусств РСФСР, член Союза художников СССР. Кавалер Ордена Ленина. Почётный гражданин Нижнего Новгорода.